# Dolje
Dolje – wieś w Słowenii, w gminie Tolmin. W 2018 roku liczyła 143 mieszkańców.